# U19-Europamästerskapet i handboll för damer 2015
U19-Europamästerskapet i handboll för damer 2015, arrangerat av EHF, var den tionde upplagan av U19-EM i handboll för damer. Mästerskapet spelades i Valencia i Spanien under perioden 23 juli–2 augusti 2015. Deltog gjorde damjuniorlandslag med spelare födda 1996 eller senare.

## Slutplaceringar
| Rank | Nation             |
| ---- | ------------------ |
| 1    | Danmark U20        |
| 2    | Ryssland U20       |
| 3    | Sverige U20        |
| 4    | Ungern U20         |
| 5    | Tyskland U20       |
| 6    | Norge U20          |
| 7    | Montenegro U20     |
| 8    | Spanien U20        |
| 9    | Frankrike U20      |
| 10   | Rumänien U20       |
| 11   | Serbien U20        |
| 12   | Kroatien U20       |
| 13   | Belarus U20        |
| 14   | Portugal U20       |
| 15   | Nordmakedonien U20 |
| 16   | Litauen U20        |